# Моллер, Антон Васильевич
Анто́н Васи́льевич фон Мо́ллер (нем. Berend Otto von Möller; 1764—1848) — русский военный и государственный деятель немецкого происхождения, морской министр (1828—1836), адмирал (01.01.1829), гидрограф.

## Биография
Происходил из дворянского рода Моллер. Родился 8 (19) февраля 1764 года в своём родовом имении Мустель на острове Эзель в Рижской губернии. Его отец — Вальтер (Василий) Вильгельм фон Моллер. Брат — вице-адмирал Фёдор Васильевич Моллер.
Воспитание получил в Морском кадетском корпусе, гардемарином потерпел крушение в Немецком море (на фрегате «Наталия»), после чего отправлен в Англию «..для усовершенствования в морских науках». С 1783 по 1792 годы плавал в Каспийском море, командуя мелкими судами, производил опись восточного берега, участвовал в походе к Зензели и Баку. Вернувшись на Балтийский флот в 1792 году назначен командиром фрегата «Архипелаг», с которым в эскадре вице-адмирала Ханыкова совершил поход в Англию, участвовал в операциях против французских портов до 1797 года, был произведён в капитаны 2-го ранга, участвовал в блокаде голландского флота в Текселе (1795—1800), конвоировал русские и английские транспорты в Немецком море и содействовал высадке английского десанта генерала Эберкромби на голландском побережье. Войдя в состав эскадры английского адмирала Митчелла со своим 74-пушечным кораблём «Мстислав» участвовал и в пленении всего голландского флота на Тексельском рейде. Овладев при этом голландским кораблём, он привёл его к эскадре, а флаг и вымпел представил в адмиралтейскую коллегию.
Вернувшись в Кронштадт, принял деятельное участие в трудах по исправлению Ревельского порта и стенки, а затем в постройке новой гавани. Плавая в промежутках в Балтийском море, командовал в 1810 году Кронштадтским портом, а в 1812-м — учебным флотом. В ходе Отечественной войны с отрядом своих кораблей Моллер действовал против неприятеля на Западной Двине, захватил прусскую батарею из 4 орудий, прогнал неприятеля из Митавы и взял этот город. Поздней осенью 1813 года привёл из Архангельска в Ревель 4 новых корабля, несмотря на жестокие шторма в Немецком и Балтийском морях, все суда прибыли благополучно. Продолжая с 1814 года управлять постройкой Ревельской гавани в качестве управляющего соответствующей экспедицией в летнее время командовал эскадрами. В сентябре 1817 года командовал отрядом кораблей (5 линейных кораблей и 3 фрегата), совершившим переход из Ревеля в Кадикс, где корабли были проданы испанскому правительству. За этот поход был награждён орденом Святого Владимира 2 степени и командорским крестом ордена Карлоса III от испанского короля.
Вернувшись в Ревель, управлял постройкой гавани до 1821 года, когда был назначен начальником морского штаба Его Императорского Величества, с управлением морским министерством.
Председательствуя в комитете образования флота, Моллер проявил большую энергию в административной деятельности по реформированию морского ведомства, пришедшего в совершенный упадок при маркизе де Траверсе, и в 1828 году назначен морским министром. Несмотря на преклонный возраст, Антон Васильевич фон Моллер и в этой должности оказался полезным работником: при нём в ведение морского министерства переданы корабельные леса, преобразован морской кадетский корпус, при котором учреждены офицерские классы (с 1829 года), корпус флотских штурманов, учебный морской рабочий экипаж, готовивший корабельных инженеров. В 1836 году уволен в отставку.
Скончался 5 (17) октября 1848 года в Санкт-Петербурге, похоронен на Волковском лютеранском кладбище (VI уч.).
Его имя носит один из заливов в Баренцевом море у побережья Новой Земли.

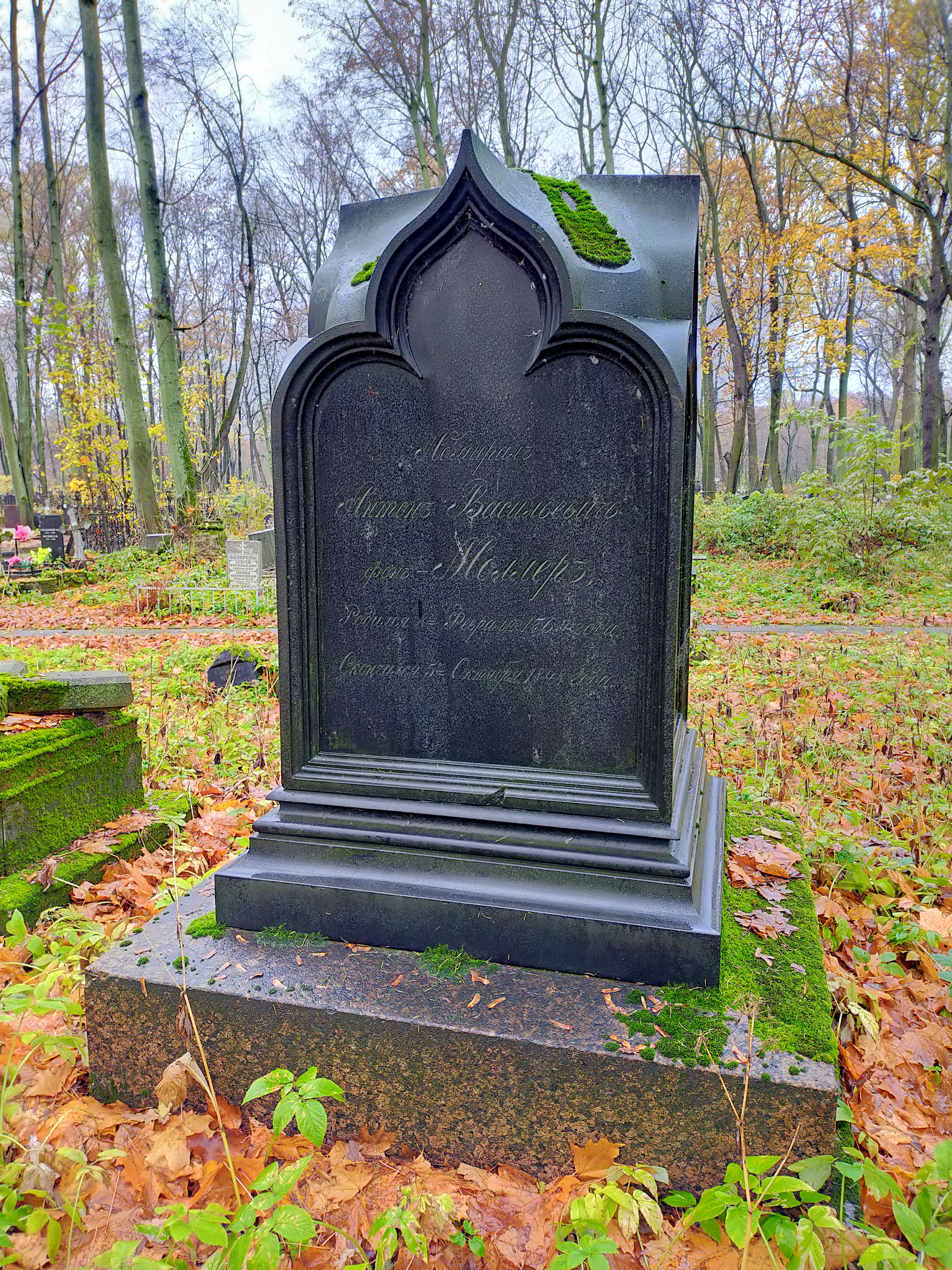
Памятник на могиле А. В. и
Ю. Ф. Моллер

## Награды
- Орден Святой Анны 2-й степени (24.09.1799) [7]; алмазные знаки к этому ордену (11.03.1808)
- Орден Святого Георгия 4-й степени — «За беспорочную выслугу восемнадцати шестимесячных морских кампаний» (26.11.1802)[7]
- Орден Святой Анны 1-й степени (12.12.1812)[8]; алмазные знаки к этому ордену (19.04.1816)
- Орден Святого Владимира 2-й степени (26.08.1818)[9]
- Орден Святого Александра Невского (12.12.1824)[9] — «За усердие, оказываемое в управлении вверенной частью и за попечение о сбережении ассигнованной для оной суммы»; алмазные знаки к этому ордену (07.11.1832) — «За долговременную, усердную службу и неутомимые труды, подъемлемые на пользу вверенной части Государственного управления»,
- Орден Святого Владимира 1-й степени (01.01.1826)[10] — «За ревность к службе и неусыпные труды, понесенные при восстановлении Кронштадтского порта»
- Золотая шпага с алмазами и надписью «За храбрость» (в послужном списке отсутствует)
- Бриллиантовый перстень с портретом императора Николая I (30.08.1834)
- Знак отличия беспорочной службы за XLV лет на Георгиевской ленте (22.08.1828)
- Знак отличия беспорочной службы за L лет на Георгиевской ленте (22.08.1832)
- Знак отличия беспорочной службы за LX лет (1843)

Иностранные:
- испанский Орден Карлоса III, большой крест (1818)

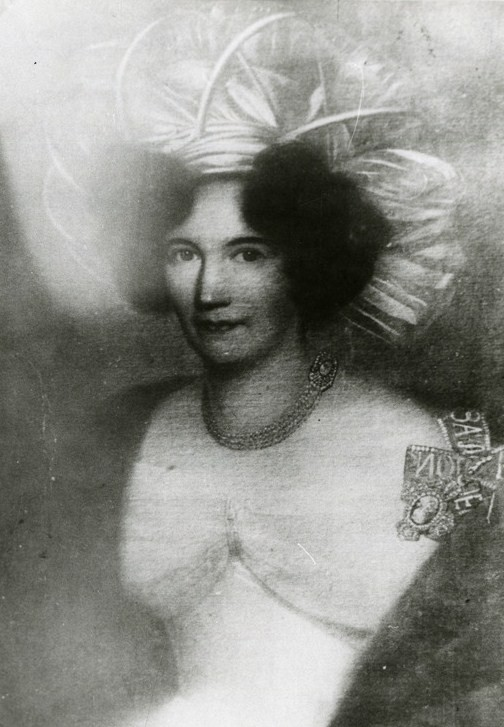
Юлия Фёдоровна фон Моллер.

## Семья
Жена (с 1806 года) — Юлия (Юлиана Шарлотта Элизабет) Фёдоровна фон Нолкен (27.11.1789—23.05.1879), венчались в церкви Святителя Николая Мирликийского Чудотворца в Ревеле. За заслуги мужа была пожалована в  кавалерственные дамы ордена Святой Екатерины (01.01.1830). Умерла в Петербурге. Дети:
- Елизавета Антоновна (1807—1877), была замужем за бывшим статс-секретарём и начальником 1-го отделения Собственной Его Величества канцелярии тайным советником Николаем Назарьевичем Муравьевым.
- Павел Антонович (1808—1897), вице-адмирал.
- Фёдор Антонович (1812—1874), живописец.
- Эмилия Антоновна (1819—1880), её муж — Богдан Александрович Глазенап[11];
- Эдуард Антонович (1820—1879), генерал-лейтенант.
- Юлия Антоновна (1821—1882), замужем (с 09.04.1839) за надворным советником Александром Андреевичем Ниротморцевым (1809—1869).
- Александр Антонович (1824—30.12.1879), полковник